# خانه‌های خدابخش (زهک)
خانه‌های خدابخش، روستایی از توابع بخش جزینک شهرستان زهک در استان سیستان و بلوچستان ایران است.

## جمعیت
این روستا در دهستان خمک قرار دارد و براساس سرشماری مرکز آمار ایران در سال ۱۳۹۵، جمعیت آن ۹۸ نفر (۳۱ خانوار) بوده‌است.